# Adaptação baseada em Ecossistemas
A adaptação baseada em ecossistemas (AbE) abrange um amplo conjunto de abordagens para adaptação às mudanças climáticas. Todos eles envolvem a gestão de ecossistemas e seus serviços para reduzir a vulnerabilidade das comunidades humanas aos impactos das mudanças climáticas. A Convenção sobre Diversidade Biológica (CDB) define a AbE como "a utilização da biodiversidade e dos serviços ecossistêmicos como parte de uma estratégia global de adaptação para ajudar as pessoas a adaptarem-se aos efeitos adversos das alterações climáticas". 
1. ↑  «ebaflagship.org» (PDF). Consultado em 1 de maio de 2015. Arquivado do original (PDF) em |arquivourl= requer |arquivodata= (ajuda)